# Mikve
A mikve (héberül מקווה mikvé) a zsidó vallásban a zsidók számára előírt rituális fürdésre kialakított fürdő. A mikvét ma már szinte kizárólag csak az ortodox zsidók használják ténylegesen, nekik viszont hitéletük egyik főeleme, létesítése még a zsinagógánál is előbbre való. A többi zsidó irányzat csak elvétve vagy jelképesen hajt végre rituális fürdést, és azt sem feltétlenül egy mikvében.

## Használata
A mikvét jellemzően négy főbb dologra használják: a zsidó nők menstruáció utáni megtisztulására (a havi ciklus zárultával megfürdenek a mikvében, hogy megtisztuljanak a házaséletre), a zsidó férfiak spirituális megtisztulásukra, a betérés során a betérni szándékozó rituális megtisztítására addigi bűneitől, illetve a kóser konyha eszközeinek a tisztítására.

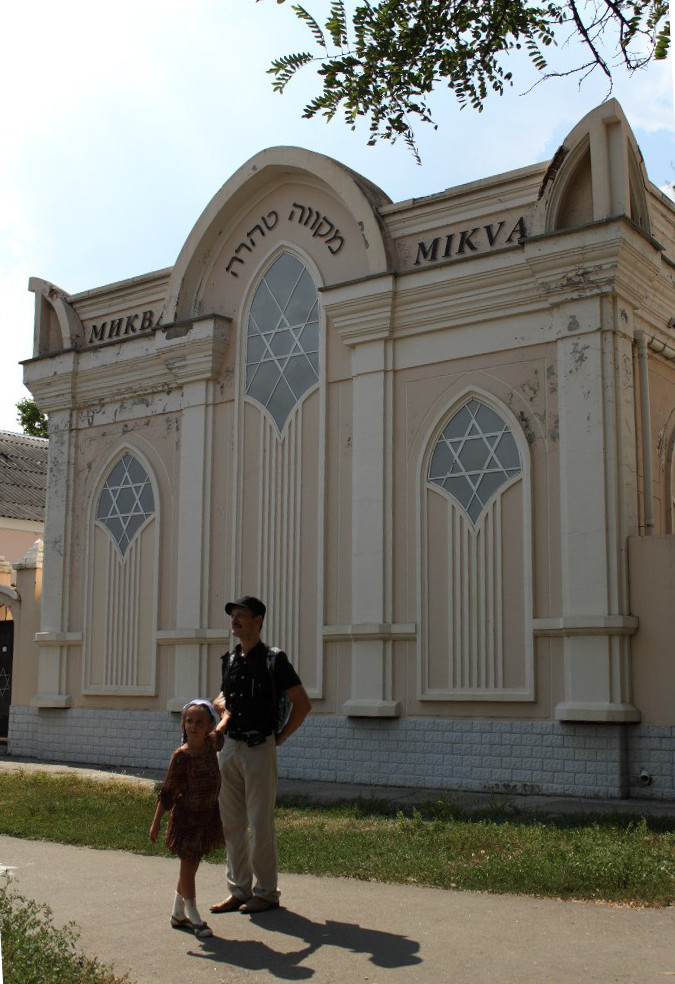
Mikve

Az előbbiektől függetlenül a Héber Biblia számos más esetben is előír rituális fürdést, amiket ma már leginkább csak az ortodox zsidók tartanak, ennélfogva jellemzően egy-egy mikve egy-egy ortodox közösség tulajdonában van, és túlnyomórészt ők is látogatják.

### A budapesti rituális fürdő
Budapesten a holokauszt előtt több rituális fürdő is működött, ezek közül az egyik (1928-tól) a Kazinczy utcában. A II. világháború után csak ez működött tovább. Magánadományokból 2004-ben felújították. Hogy a szigorú vallási előírásoknak megfeleljen, a munkálatokat egy New York-i haszid vízszerelő irányította, aki minden vasárnap repülőre ült, és csütörtökig dolgozott Magyarországon, hogy a szombatot családja körében tölthesse.
A fürdő a víz egy részét a tető alatt elhelyezett ciszternából kapja, másik részét pedig az épület udvarán fúrt kútból – ennek vizét felhasználás előtt külön tisztítják. Ahhoz, hogy a kút vizét kóserré, azaz rituálisan tisztává tegyék, ezer liter vörösbort öntöttek a kútba, majd addig szivattyúzták, amíg a borral megszínezett „régi” vizet teljesen el nem távolították belőle.
Az új fürdő a legkorszerűbb elvárások szerint épült, több fürdőszobával és jakuzzival.
A mikve üzembe helyezése előtt annak minden egyes apró részletét ellenőrizte:
- Oberlander Báruch, a Vasvári utcai zsinagóga rabbija, aki aktívan részt vett az új fürdő létrehozásában,
- a Budapesten született Schwarcz Ábrahám, Bécs egyik ortodox rabbija,
- Weisberger Mózes, a Magyar Autonóm Ortodox Hitközség rabbija, valamint
- Köves Slomó, az Egységes Magyarországi Izraelita Hitközség vezető rabbija.

A megnyitóra a világ több pontjáról érkeztek neves rabbik a Kazinczy utcai épületbe.

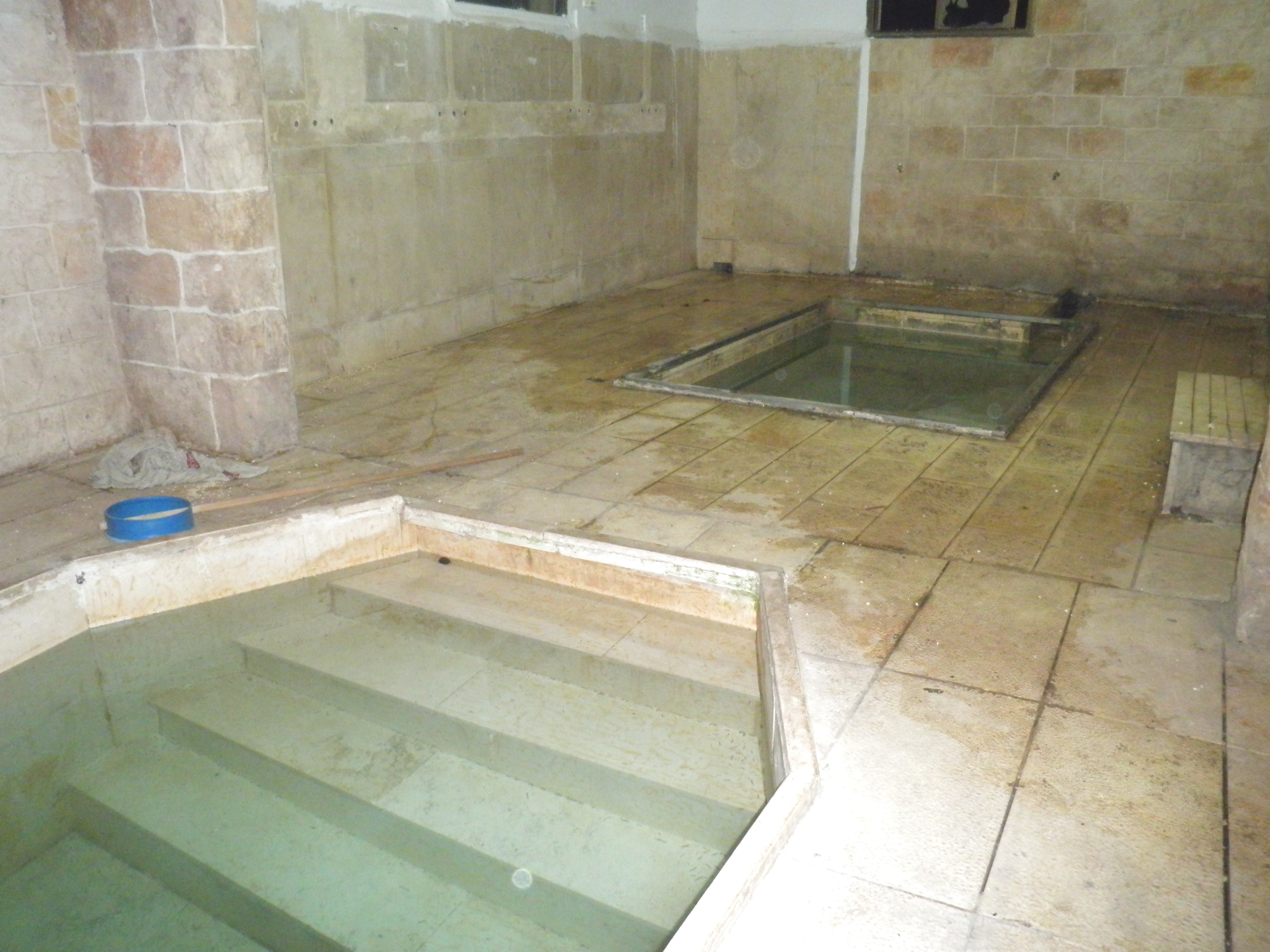
Mikve, Shmaya.
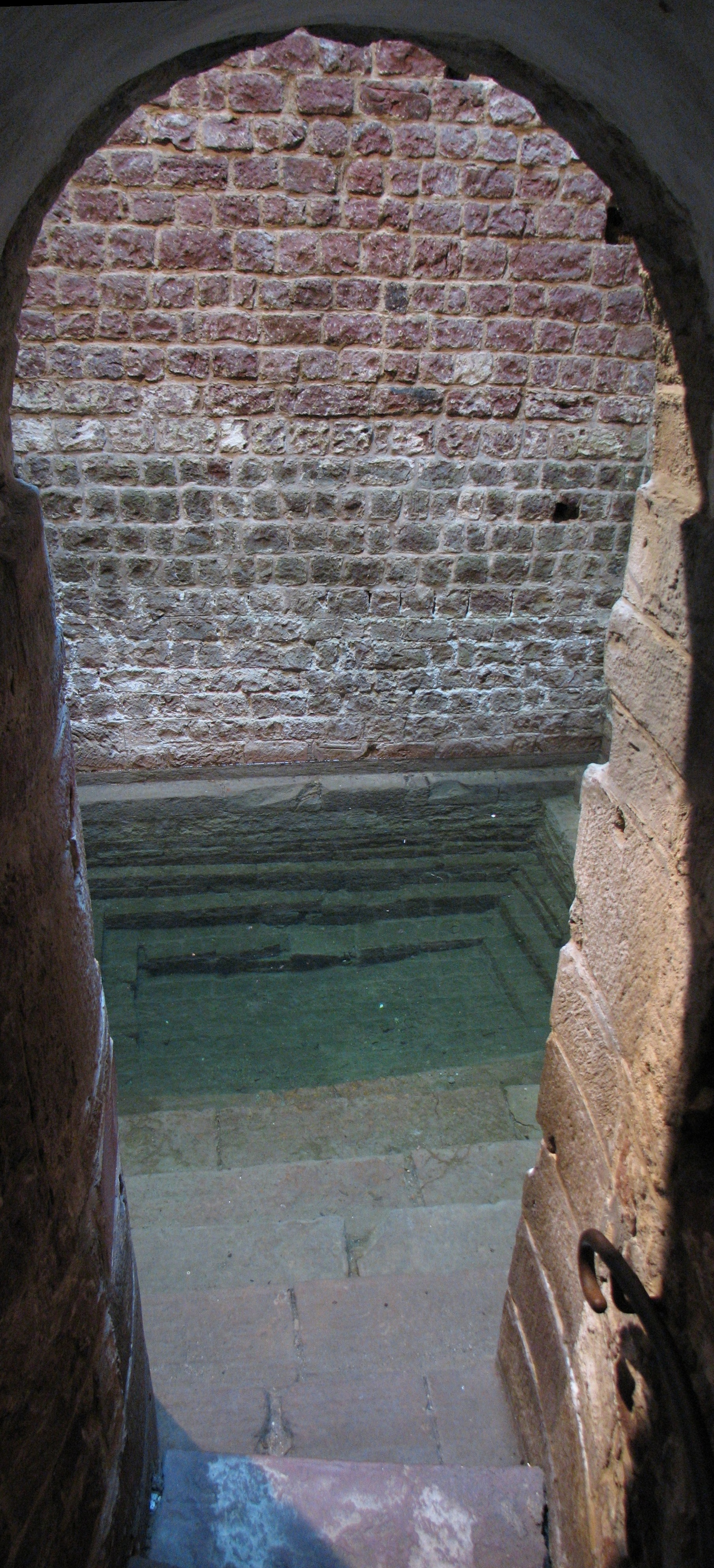
Mikve, Speyer.
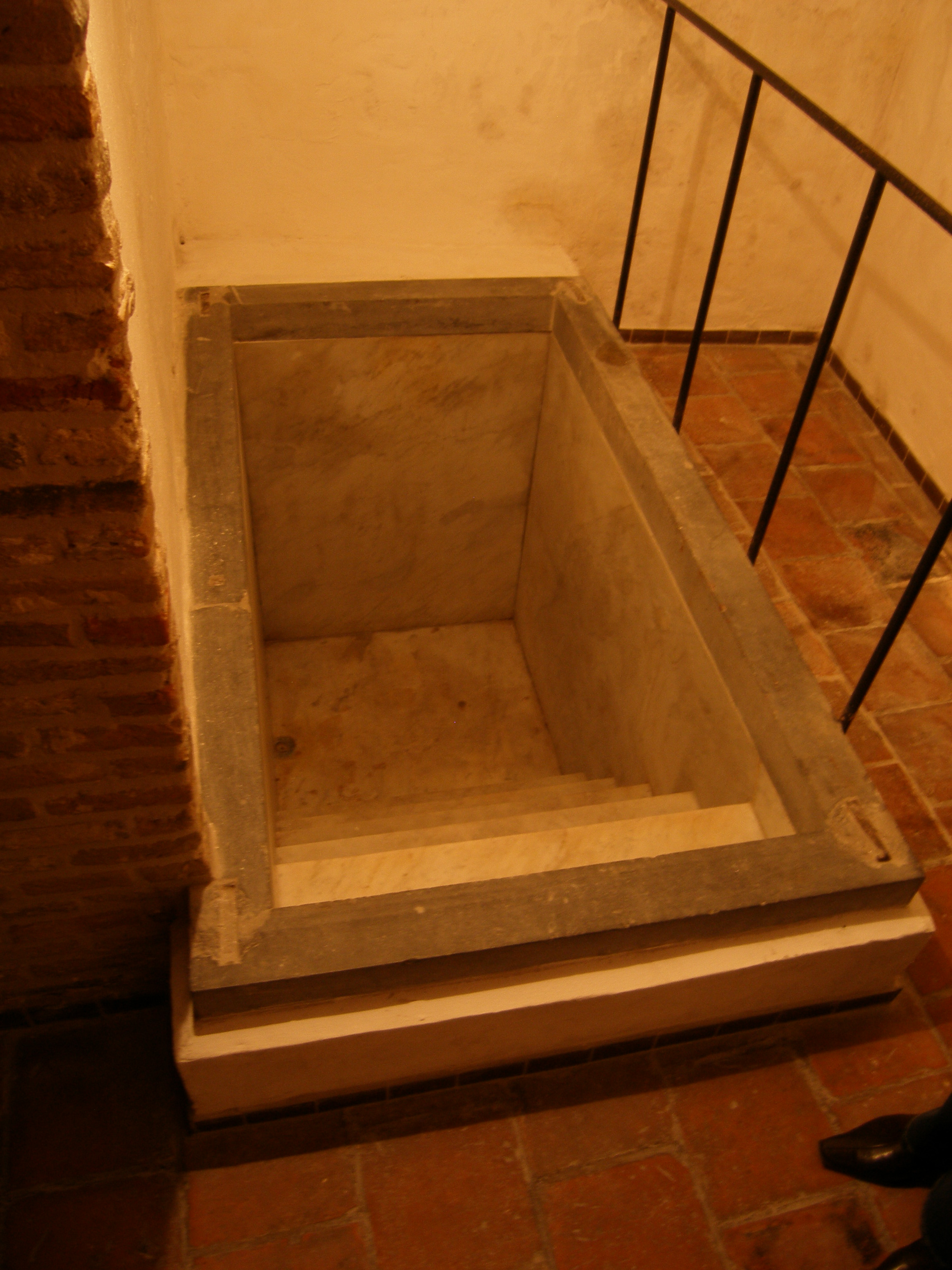
Mikve, Hollandia, Koevoetstraat 39, Bergen.
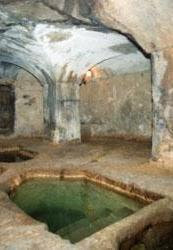
Mikve, Syracuse (Olaszország).
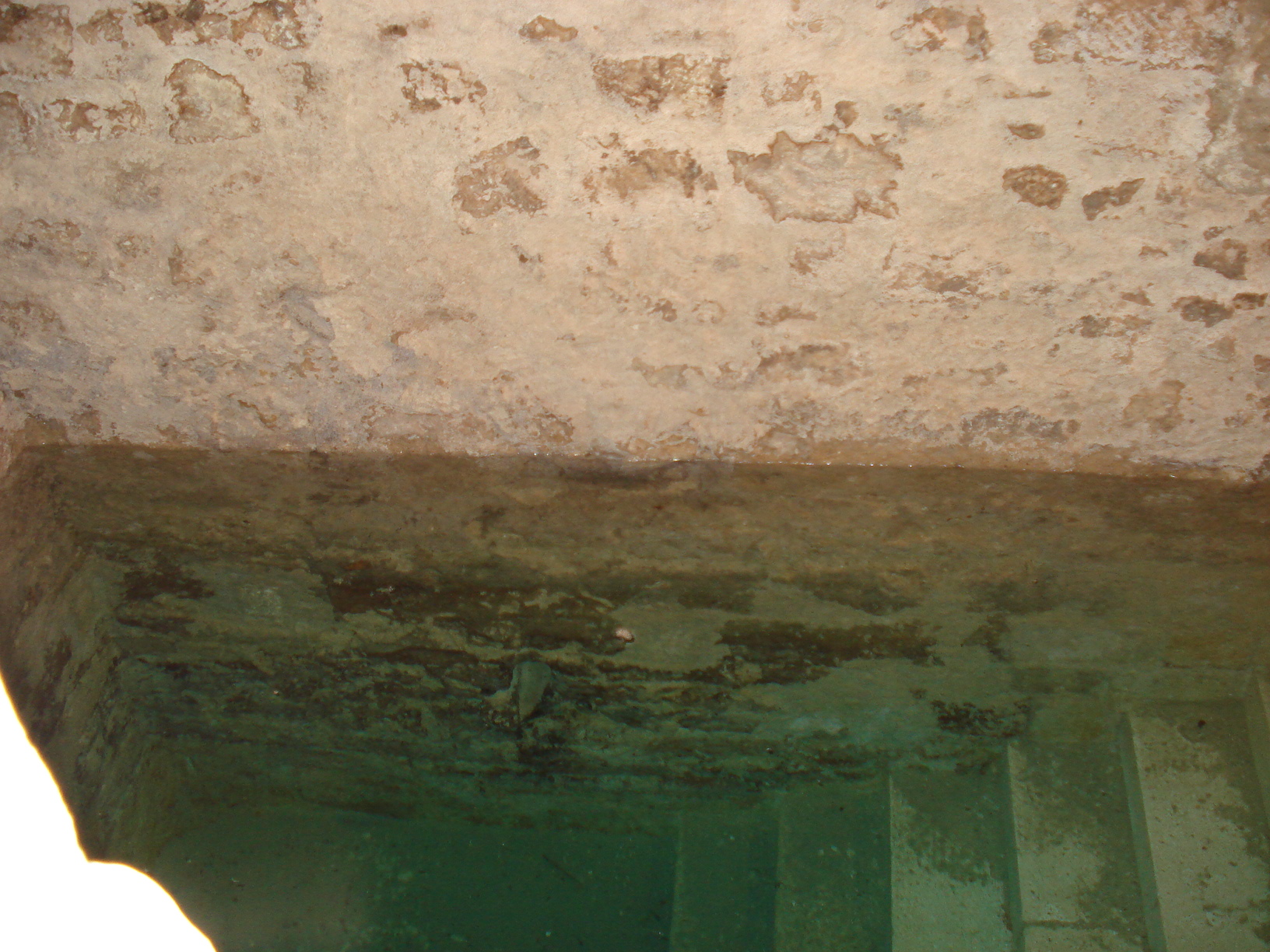
Mikve, Montpellier.
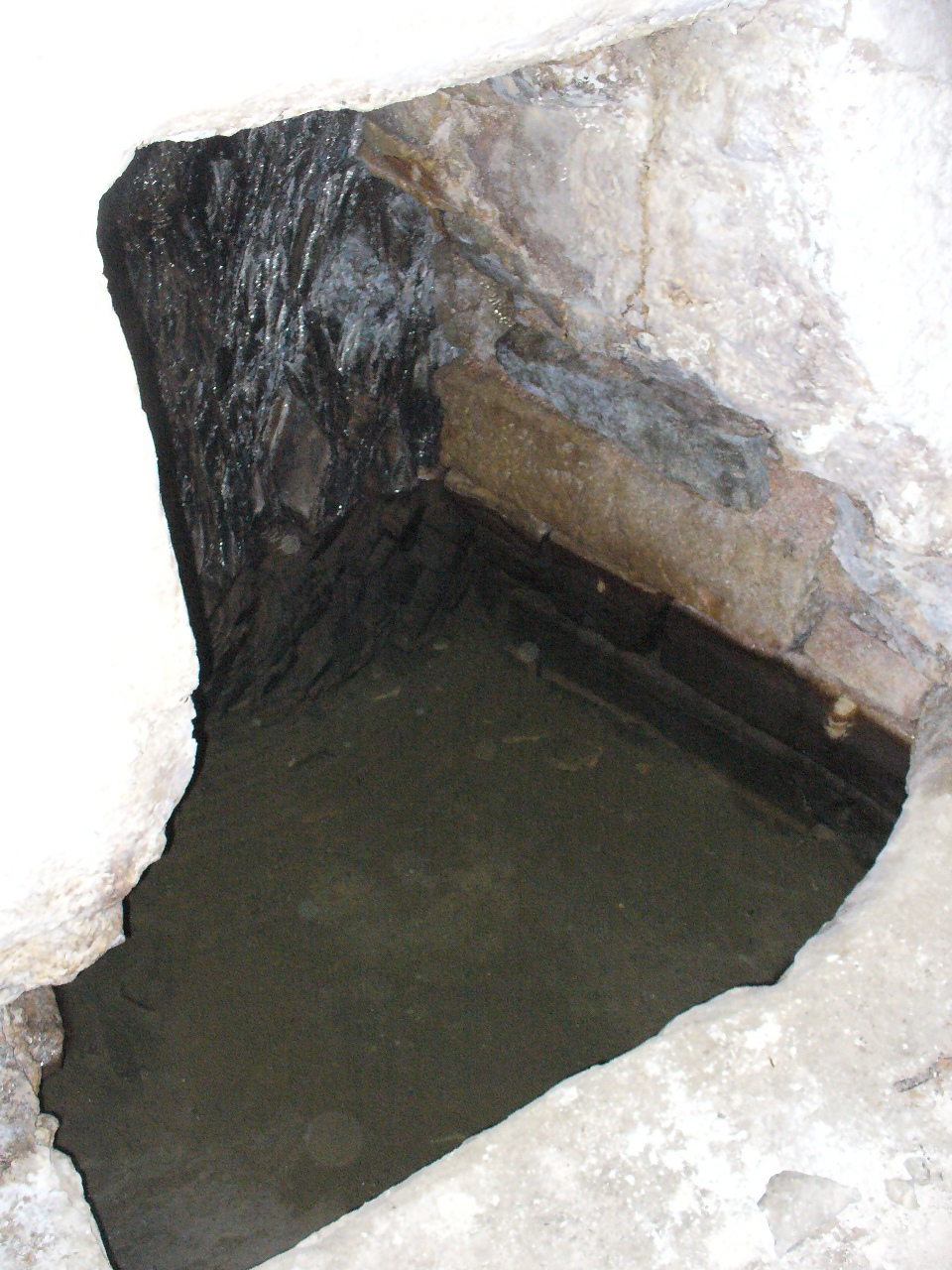
Mikve, Kněžnou District, Cseh Köztársaság.
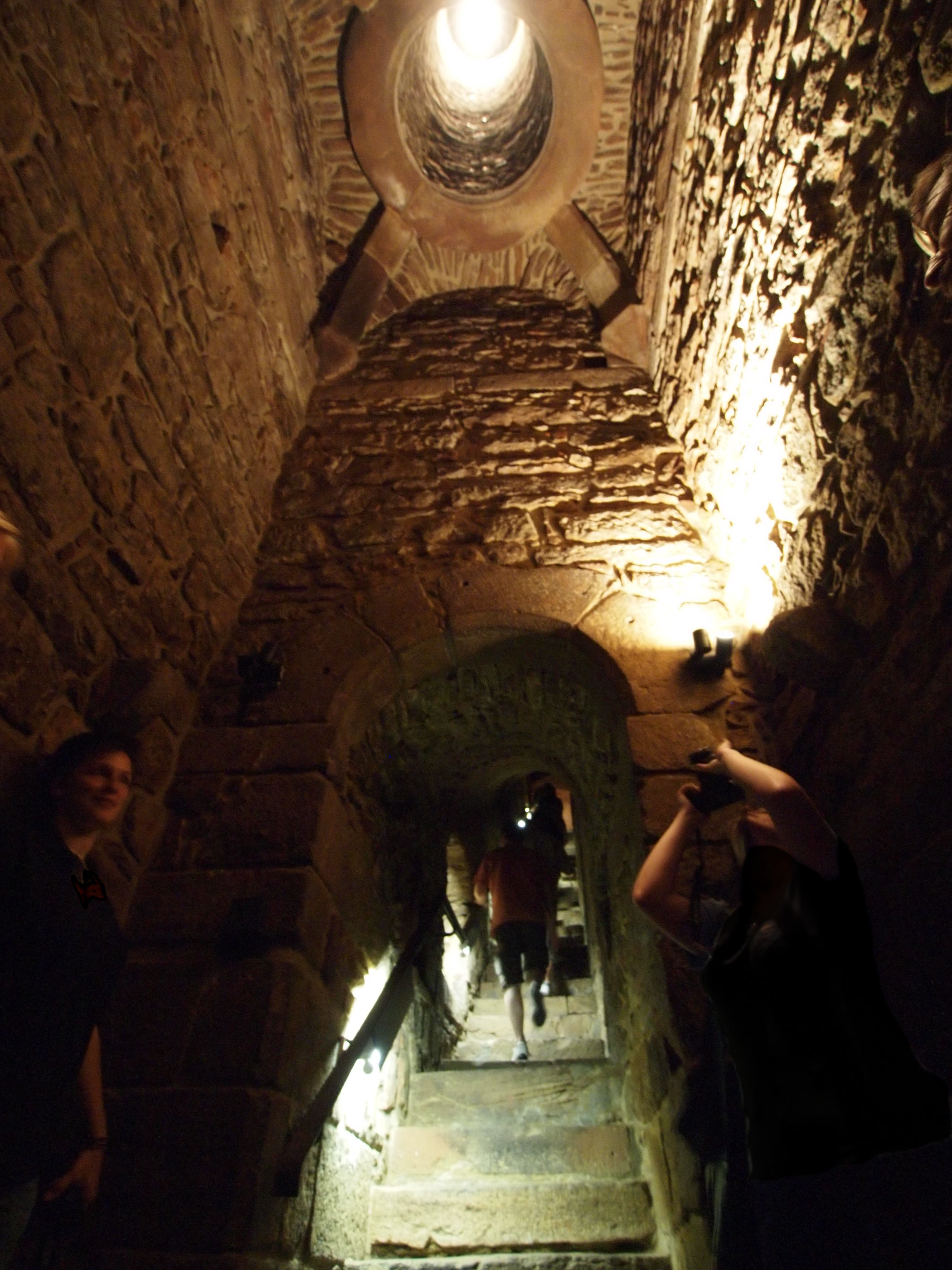
Mikve, Offenburg.
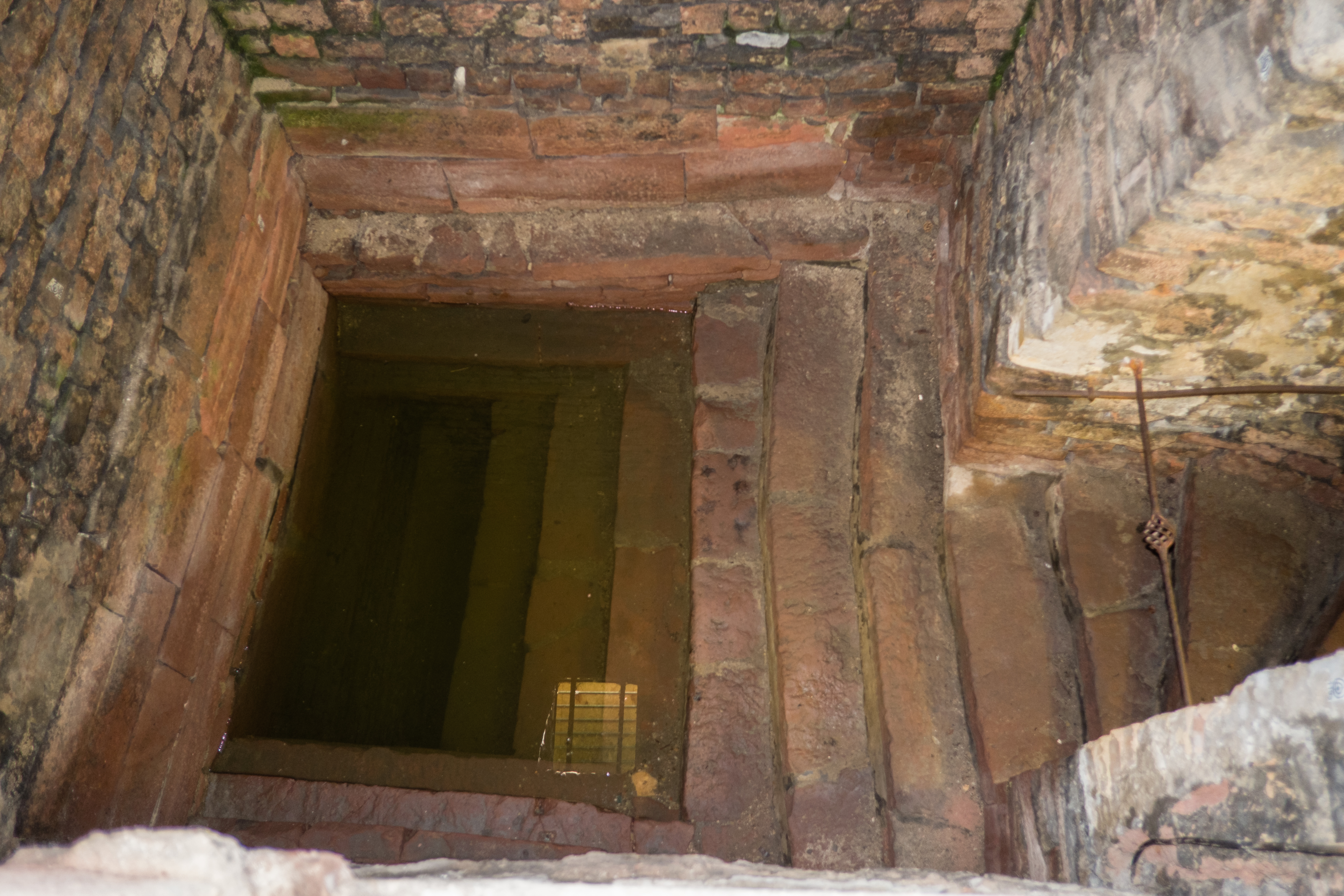
Mikve, Worms.
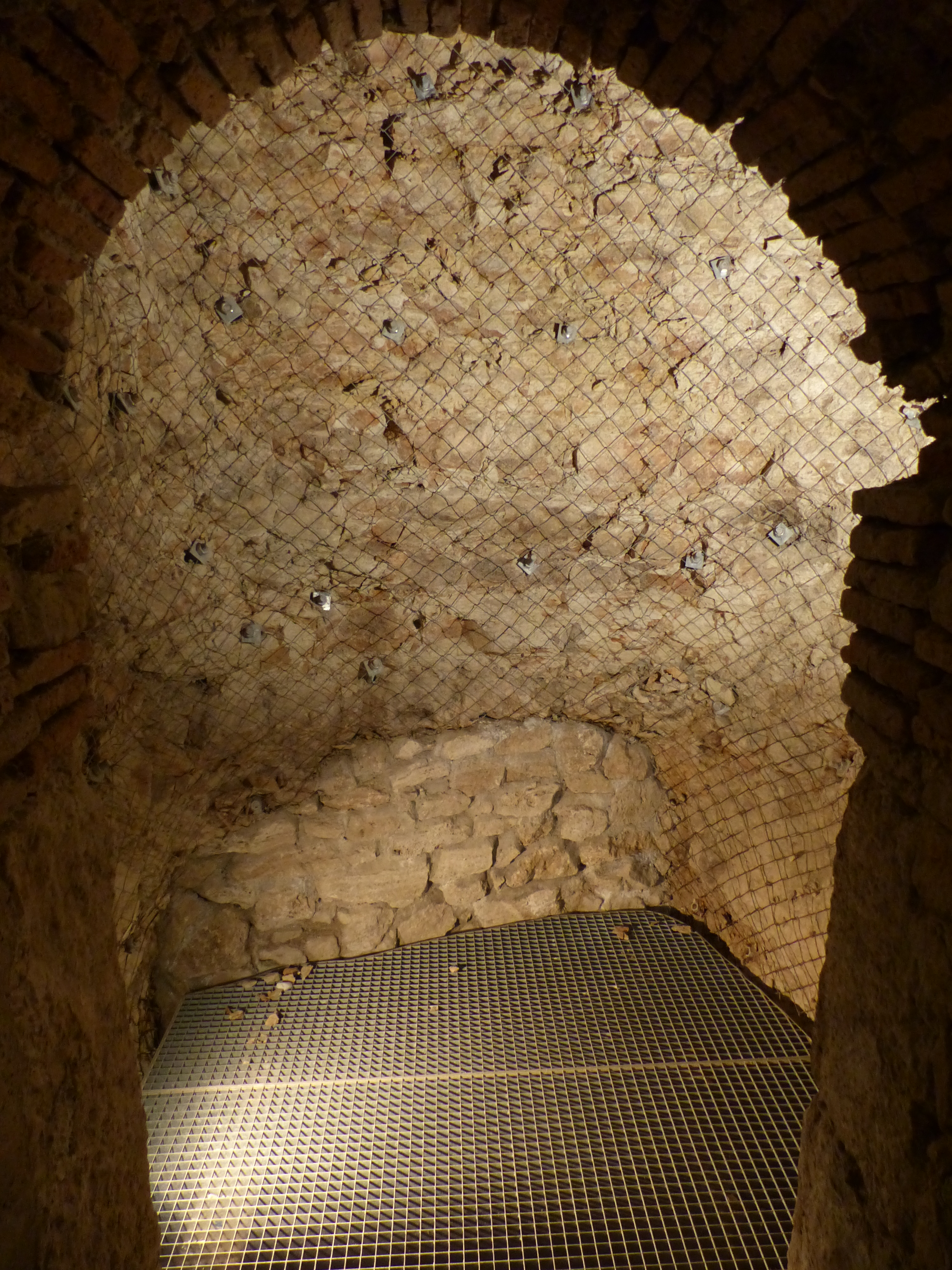
Mikve
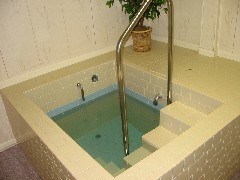
Modern mikve